# 號召各界攜帶大型樂器搭東鐵
號召各界攜帶大型樂器搭東鐵為於2015年10月3日在香港新界大圍大圍站所發生的社會運動，由音樂人、揚琴教師龍文慧在網上社交網絡發起。原因為抗議港鐵處理乘客攜帶大型物件的條例時，有「雙重標準」及「執法不公」問題。他們以水貨客事件作比較，指港鐵對水貨客寬容，卻嚴禁乘客攜帶大型樂器上車。當中更有不少音樂愛好者坦言「身同感受」，促港鐵檢討現行條例。其後近百名本土派人士晚上8時轉戰往沙田站繼續示威後，一名中國女子在混亂中拍打襲擊無線電視女記者，其後被拘捕。

## 經過

### 發起
2015年9月15日晚上，有網民在facebook「大圍聯盟」群組上載一張照片，指傍晚6時許在港鐵大圍站大堂有一名身穿校服的女學生，背著一個與她身高相約的古箏疑體積過大，而遭3名港鐵職員截停查問。該相片在網上瘋傳後，網民紛紛抨擊港鐵處理乘客攜帶大型物件的條例時，有「雙重標準」及「執法不公」問題，並以水貨客事件作比較，指港鐵對水貨客寬容，卻嚴禁乘客攜帶大型樂器上車。不少音樂愛好者表示認同，促港鐵檢討現行條例。有網民亦隨即在facebook上載多張港鐵車廂的相片，可見乘客帶著關刀、長槍及洗衣機等，但未有職員阻止，有網民質疑港鐵雙重標準，欺善怕惡。

### 過程
2015年10月3日傍晚6時許，現場已有便裝警員。數十音樂人攜帶大型樂器到場後在大堂閘外集合。閘內則有大批示威者到場。其後逾百市民於大圍站大堂示威，抗議港鐵禁止攜帶大型樂器及縱容水貨客，當中數十名為音樂人，分別㩦帶大型樂器如大提琴、結他、手風琴到場，成功入閘乘車。抗議亦吸引大批市民到場，對港鐵執法不一表示不滿，認為港鐵「放生」水貨客。有人更在大堂地下寫上港鐵「擾亂民生 打壓藝術」紅色大字。佔領運動時身穿「美國隊長」的容偉業揮動港英旗，稱寧要「港英年代的地鐵」，亦有人舉黃傘。
其間有人不斷用粗言穢語大罵職員，大叫「港鐵職員係狗」，港鐵職員冷靜應對，沒有理會。有路過乘客向閘內抗議者表示不滿，指責示威者「搞亂香港」，示威者隨即鼓譟並與乘客指罵，但無發生肢體衝突。
到接近晚上7時，有樂手各自在大堂不同地方拿起樂器演奏，吹奏出《龍的傳人》和《鳳凰花鼓》，贏到不少掌聲及喝采。到8時許，各樂手即興合奏，以風笛、手風琴、結他及二胡等中西樂器大合奏合唱《海闊天空》後人群散去。

### 轉戰沙田站示威

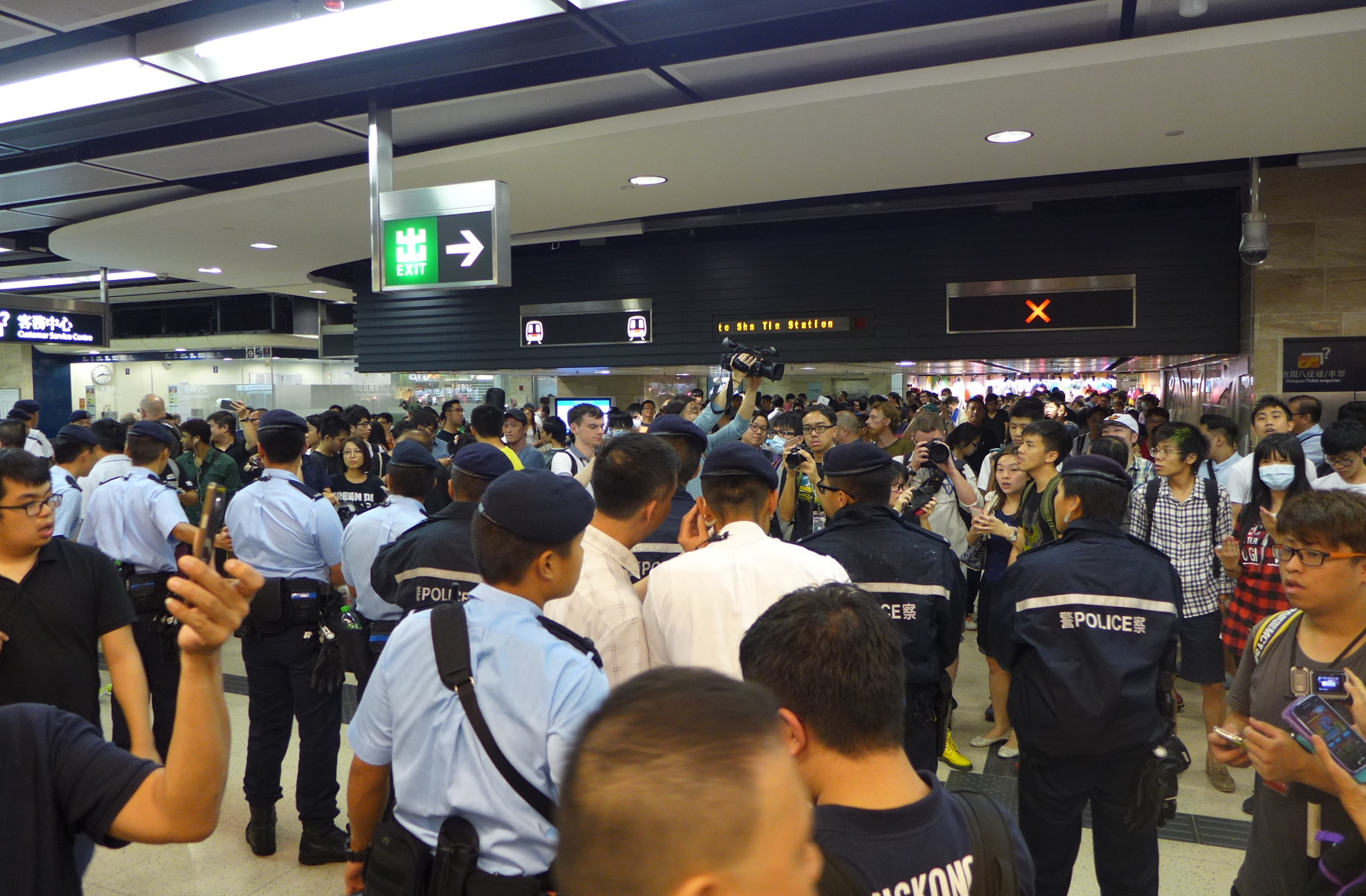
沙田站大堂一度有十多名警察駐守

近百名本土派人士在大圍站抗議後，晚上8時轉戰往沙田站繼續示威，他們在站外，見職員未有嚴正執截查攜帶大型行李的乘客時，即高聲叫囂。在協助執法期間，有多名帶超大型貨物的乘客遭成功阻止，但亦有攜帶大型物品的乘客，因不滿有市民在場阻截，而一度出現混亂。無綫電視新聞部女記者陳嘉欣在沙田站採訪期間，遭一名39歲中國女子拍打襲擊受傷，需報警求助。陳嘉欣需送院治理，警員到場把涉嫌打人女子以「普通襲擊」罪名被捕帶署扣查。

### 市民要求度旅客行李 一度阻列車關門爆衝突
有市民在沙田站月台要求港鐵職員量度中國旅客車上行李，職員同意後，呼籲該兩名穿着黑衣的男女乘客先下車，並叫車長開車。但男女不信任港鐵職員，要求職員將有關行李帶出車廂量度，男子更站在另一邊車門，用身體阻擋車門關上。其間一名男子阻止該男女行為，雙方發生推撞，並爆發罵戰。當列車到達火炭站後，有關人士均被帶下車。網民對事件評價兩極，有人質疑行李尺寸合共175厘米，超過規定的170厘米。亦有人質疑港鐵職員為何不先將該行李拿下車，讓該男女繼續阻礙列車開出。

## 回應

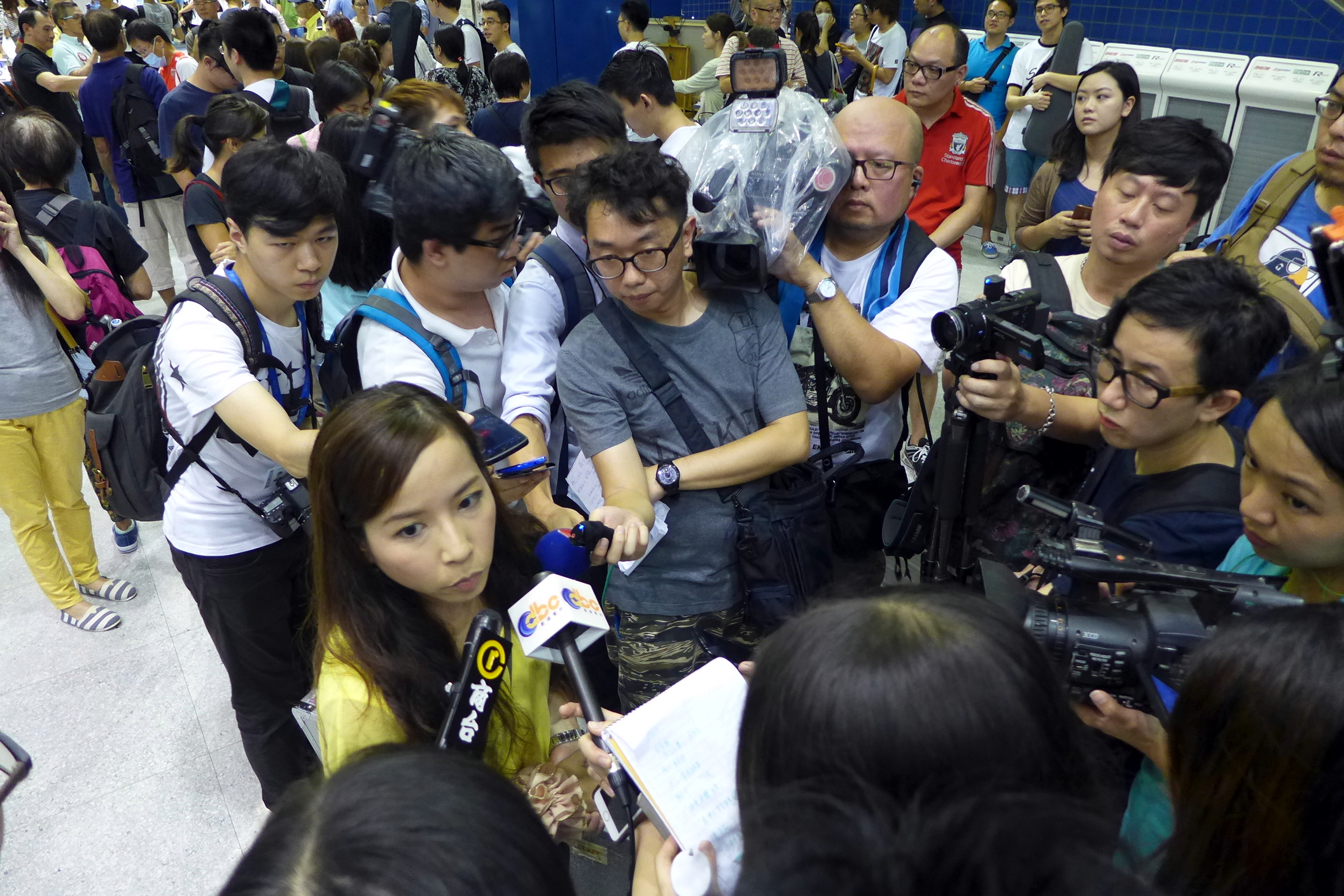
活動發起人、揚琴教師龍文慧回應傳媒查詢

- 活動發起人、揚琴教師龍文慧表示，原本是希望音樂人和支持音樂人的朋友出席，對活動是否被部份示威者騎劫，她稱交由大家判斷。[8][9]
- 新上任的港鐵公司事務總監蘇家碧表示有關人士利用該場合，於車站範圍內作出不恰當及破壞行為，滋擾其他乘客，又對港鐵職員無理指控，影響車站整體運作，對此非常遺憾。[10]
- 前線港鐵職員表示，港鐵限制行李尺寸及重量，旨在確保乘客安全，東鐵線使用的牽引電流高達2.5萬伏特，日常生活中的絕緣體，毋須直接接觸亦可能通電，故要限制行李體積。[11]

## 參資料
1. ↑  .   [2015-10-07]. （原始内容存档于2020-11-08）.
2. ↑  . 商業電台. 2015-10-04  [2015-10-07]. （原始内容存档于2016-03-05）.
3. ↑  . on.cc 東網. 2015-09-16  [2015-10-07]. （原始内容存档于2015-09-19）.
4. ↑  . 蘋果日報. 2015-10-04  [2015-10-07]. （原始内容存档于2016-01-06）.
5. ↑  . 明報. 2015-10-03  [2015-10-07]. （原始内容存档于2018-06-12）.
6. ↑  . 明報. 2015-10-04  [2015-10-07]. （原始内容存档于2015-12-08）.
7. ↑  . 明報. 2015-10-04  [2015-10-07]. （原始内容存档于2018-01-12）.
8. ↑  . 樹仁新傳網. 2015-10-04  [2015-10-07]. （原始内容存档于2017-07-30）.
9. ↑  . now新聞台. 2015-10-04  [2015-10-07]. （原始内容存档于2016-03-04）.
10. ↑  . 蘋果日報. 2015-10-03  [2015-10-07]. （原始内容存档于2015-10-05）.
11. ↑  . 明報. 2015-10-04  [2015-10-07]. （原始内容存档于2016-03-04）.